# Matthias Holl
Matthias Holl, död 1681 på Ulriksdals slott, var en tysk-svensk byggmästare och mekaniker.
Matthias Holl var möjligen identisk med Mattheus Holl, född 16 maj 1620 i Augsburg vars far var arkitekten Elias Holl. Han tros ha kommit till Sverige omkring 1648 i samband med Jakob De la Gardies anläggning av Jakobsdals trädgård, var kända "grotta", en kupoltäckt stenpaviljong med sinnrika vattenkonster tillskrevs Holl. På 1650-talet gjorde han förslag till ombyggnad av Hapsals slott, vilka dock aldrig förverkligades. Ett antal ritningar av projektet med tunga palladianska fasader, originella altantak och fristående fyrkantigt torn, och visar tydliga influenser från sydtyskt område. Från samma tid härrör slottet i Höjentorp, som visar att Holl tagit intryck av Jean de la Vallée och den förhärskande fransk-holländska stilen. Han skall även varit inblandad i byggnationen av Läckö slott, där han inte själv lett byggnadsarbetet men troligen influerat ett flertal detaljer som de flankerande tornen och en del inredningar som riddarsalen och kämpasalen. Inflytande från Holl kan även spåras i Lidköpings rådhus och takryttaren på Varnhems klosterkyrka. 1661 blev Holl fast knuten till Jakobsdal, där han i egenskap av arkitekt och konstruktör av vattenkonster gjorde betydande insatser i trädgårdens fortsatta utbyggnad. När slottet 1669 såldes till Hedvig Eleonora övergick Holl i hennes tjänst som uppsyningsman över vattenkonsterna. Holl är en typisk representant för den krets av arkitekter och konstnärer som Jakob och senare Magnus Gabriel De la Gardie samlade kring sig, ofta arbetande i en tyskorienterad stil.